# Roel Dieltiens
Roel Dieltiens (1957) es un chelista belga.

## Biografía
Comenzó sus estudios de violonchelo a los 15 años. En 1979 emprendió sus estudios con André Messens en el Real Conservatorio Flamenco de Amberes y en la Capilla de Música de la Reina Isabel, cerca de Bruselas. Después estudió con Pierre Fournier en Génova, y con André Navarra en Siena, Wolfenbüttel, y Detmold.
Roel ha sido solista con directores como F. Brüggen, J. Caeyers y Ph. Herreweghe. En 1992 fue aclamado como Artista del año del Festival Internacional de Flandes. Sus grabaciones de los conciertos de Vivaldi ganaron el Premio Diapason d'or en 1998 y el Premio Caecilia en 1999. Se ha interesado particularmente en la música contemporánea, colaborando con compositores belgas como Luc van Hove, Victor Legley, Jacqueline Fontyn y con el americano William Bolcom. En 1995 fundó Ensemble Explorations.
Enseña violonchelo en el Instituto Lemmens de Lovaina y en la Musikhochschule Winterthur de Zúrich.